# Хошчно
Хо̀шчно (на полски: Choszczno; на немски: Arnswalde) е град в Северна Полша, Западнопоморско войводство. Административен център е на Хошчненски окръг, както и на градско-селската Хошчненска община. Заема площ от 9,58 км2. Към 2011 година населението му възлиза на 15 671 души.

## Личности

### Родени в града
- Гжегож Кашак, римокатолически духовник, сосновешки епископ